# Ангел Балев
Ангел Колев Балев е български просветен деец и революционер, деец на Вътрешната македоно-одринска революционна организация.

## Биография
Балев е роден на 24 юни 1882 година в село Банско, което тогава е в Османската империя. Учи в родното си село и в Горна Джумая, след което завършва Американския колеж в Самоков. Докато учи работи в печатницата на Стоян Баръмов. Посещава музикални курсове при Добри Христов. Започва работа като библиотекар при основаното през 1894 година читалище „Селска почивка“.
Присъединява се към ВМОРО и участва в Илинденско-Преображенското въстание през 1903 година.
След Младотурската революция, от 1909 година в продължение на 50 години е учител в Банско, където се занимава с различни обществени, културно-просветни и книжовни дела. В 1908 година е сред възстановителите на читалище „Развитие“ в Банско. Балев е основател на въздържателното и туристическото дружество в Банско. В 1913 година създава училищен хор за хорово пеене. Ръководи китаро-мандолинен състав и театрална трупа. Режисьор е на пиесите „Руска“, „Иванко“, „Големанов“, „Многострадална Геновева“. Публикува различни по жанр литературни материали. Инициатор е за гимнастически чествания на празника на равноапостолите Св. св. Кирил и Методий. Наследниците му даряват богатата му библиотека на Музея в Банско.
В 1960 година Ангел Балев е награден с орден „Кирил и Методий“. Умира в 1965 година.
- Балев с жена си и детето си
- Балев като четник